# Bishnoi
Bishnoi är en religiös riktning inom hinduismen i Indien. De troende är egentligen jater, ett mer ljushyat folk boende i nordvästra delen av landet. De utgör dock en särart genom sin egen religiösa tro, baserad på de tjugonio principerna. Bishnoierna är bland de första, historiskt kända miljövännerna och naturvårdarna i världen.
Guru Jambheshwar gav dem för omkring 550 år sedan budskapet att skydda träd och vilda djur, vid en tidpunkt när människor inte kunde förutse att skadandet av miljön kunde innebära att de skadade sig själva. Guru Jambheshwar formulerade nämnda tjugonio grundsatser. Dessa grundsatser var inte bara anpassade för att bevara den biologiska mångfalden i området, utan även för att låta tillförsäkra ett hälsosamt och miljövänligt liv för lokalsamhället. Det förekommer att kvinnorna ammar mindre djur, exempelvis gaseller, vars mödrar dödats av rovdjur eller hundar.